# 神戸市立有馬中学校
神戸市立有馬中学校（こうべしりつありまちゅうがっこう）は、兵庫県神戸市北区にある公立中学校。

## 沿革
- 1947年4月1日 - 開校。神戸市立有野小学校校舎を仮校舎として使用。
- 1949年
  - 4月1日 - 現在地に移転
  - 9月15日 - 唐櫃分校を設置。
- 1980年4月1日 - 神戸市立唐櫃中学校を分離し、校区変更。
- 1989年4月1日 - 神戸市立有野中学校を分離し、校区変更。

## 部活動

### 運動部
- 陸上競技部
- 卓球部
- 女子ソフトテニス部
- バレーボール部

### 文化部
- 吹奏楽部
- 美術部

## 通学区域
- 神戸市北区
  - 有野台
  - 有馬町
  - 東有野台
- 西宮市
  - 山口町香花園

## 進学前小学校
- 神戸市立有馬小学校
- 神戸市立ありの台小学校

## 校区内の主な施設
- 有馬温泉
- 神戸アドベンチスト病院
- 神戸市立有馬小学校
- 神戸市立ありの台小学校

## 交通アクセス
- 神戸電鉄三田線五社駅より徒歩15分

## 通学区域が隣接している学校
- 神戸市立有野中学校
- 神戸市立唐櫃中学校
- 神戸市立鷹匠中学校
- 神戸市立本山中学校
- 芦屋市立山手中学校
- 西宮市立山口中学校